# Zaharivka, Brovarî
Zaharivka (în ucraineană Захарівка) este un sat în comuna Jerdova din raionul Brovarî, regiunea Kiev, Ucraina.

## Demografie
Componența lingvistică a localității Zaharivka
     Ucraineană (95,89%)
     Rusă (1,37%)
     Belarusă (1,37%)
Conform recensământului din 2001, majoritatea populației localității Zaharivka era vorbitoare de ucraineană (95,89%), existând în minoritate și vorbitori de rusă (1,37%) și belarusă (1,37%).